# Dunmanus Bay
Die Dunmanus Bay (irisch Bá Dhún Mánais) ist eine Bucht in County Cork, in Irland. Sie liegt zwischen der Mizen-Halbinsel im Süden und Sheep’s Head im Norden. Das Dorf Durrus liegt am Ende der Bucht. Andere an der Bucht liegende Dörfer sind Ahakista, Dunbeacon, Dunmanus, Goleen und Kilcrohane.
Die Dunmanus Bay, in die keine signifikanten Flüsse münden, liegt außerhalb des Gezeiten-Stromes. Auch der Schiffsverkehr innerhalb der Bucht ist gering. An den östlichen Ausläufern der Dunmanus Bay liegen die Ruinen des vom O’Mahony-Clan gebauten Dunmanus Castle. Auf den Klippen im Süden des nördlichen Ausläufers der Mizen-Halbinsel befindet sich das Dunlough Castle, eine frühere O’Mahony-Festung.
Die Wirtschaft an der Dunmanus Bay ist von der Fischerei, der Landwirtschaft und dem Tourismus geprägt.
Der Steinkreis von Gorteanish liegt beim Hafen Ahakista zwischen Durrus und Kilcrohane auf der Sheep's Head Halbinsel mit Blick auf die Dunmanus Bay.

## Persönlichkeiten
In den 1970er Jahren lebte der heutige Oscar-Preisträger Ralph Fiennes im Küstenort Kilcrohane und besuchte die dortige Kilcrohane National School.
Der irische Comedy-Star Graham Norton besitzt bei Ahakista ein Anwesen.

## Referenzen
- A hand book for travellers in Ireland (1854)